# Tombstone (Arizona)
Tombstone is een stad in de Amerikaanse staat Arizona gelegen in Cochise County.

## Geschiedenis

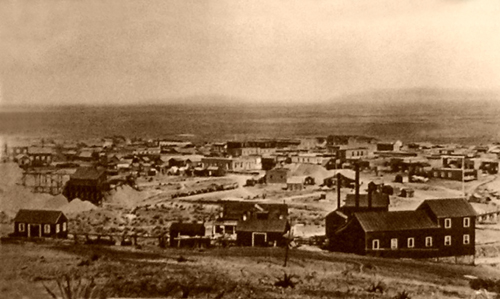
Tombstone, Arizona
(ca.1881), C. S. Fly

Tombstone werd gesticht in 1879 en groeide explosief in haar beginjaren door de mijnbouw in de streek rondom de stad. Rond 1881 had Tombstone 1000 inwoners en een jaar later was het al tussen de 5000 en 15.000 inwoners groot. Door een gebrek aan spoorwegverbindingen was Tombstone relatief geïsoleerd in een uitgestrekt en onbevolkt woestijngebied. Bendes die bekendstonden als Cowboys kwamen al gauw in conflict met de bewoners van de stad en op 26 oktober 1881 kwam het tot een gewapend treffen in de stad bij de O.K. Corral tussen een groep Cowboys en wetshandhavers onder leiding van Sheriff Wyatt Earp. Dit vuurgevecht, waarbij enkele Cowboys werden gedood, werd al snel legendarisch en is een symbool van het Wilde Westen geworden. Enkele boeken en films zijn rond het thema gemaakt.
Een jaar na het vuurgevecht werden delen van de stad door een brand verwoest en korte tijd later, nadat enkele mijnen in de omgeving waren uitgeput, kwam de stad in verval.

## Tegenwoordig

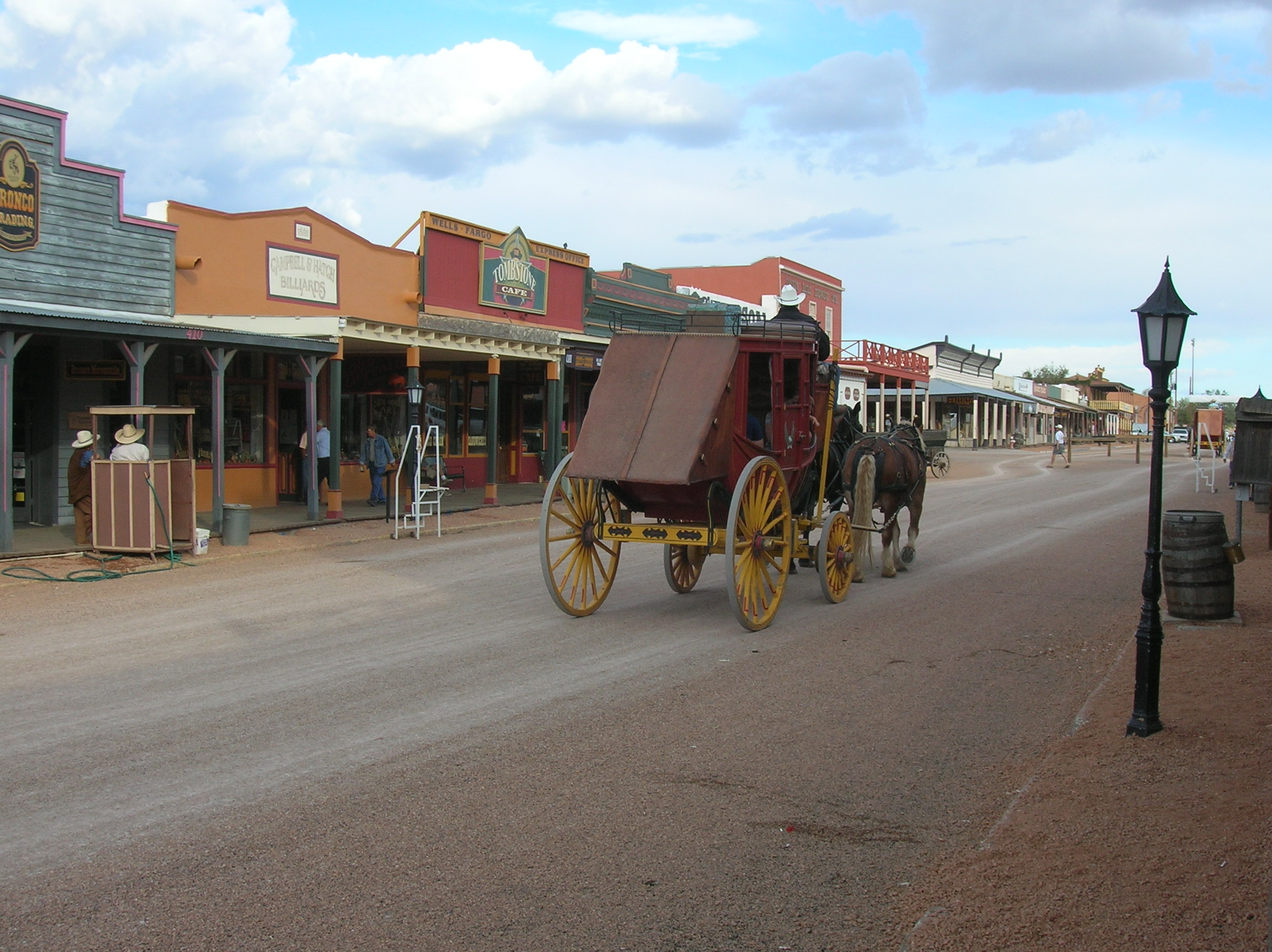
Allen Street in Tombstone Historic District

Volgens de volkstelling van 2000 telt Tombstone 1504 inwoners waarvan zo'n 87% blanken. Met een bezoekersaantal van 450.000 per jaar is het toerisme een belangrijke bron van inkomsten. De O.K. Corral en Boothill Cemetery zijn bezienswaardigheden en een deel van de stad is aangemerkt als Nationaal historisch District. In 2006 is er een actie gestart om de stad het aanzien van haar glorietijd terug te geven. Zo werden enkele geasfalteerde wegen weer in hun oude staat hersteld zonder asfalt.

## Plaatsen in de nabije omgeving
De onderstaande figuur toont nabijgelegen plaatsen in een straal van 36 km rond Tombstone.